# George Washington Donaghey

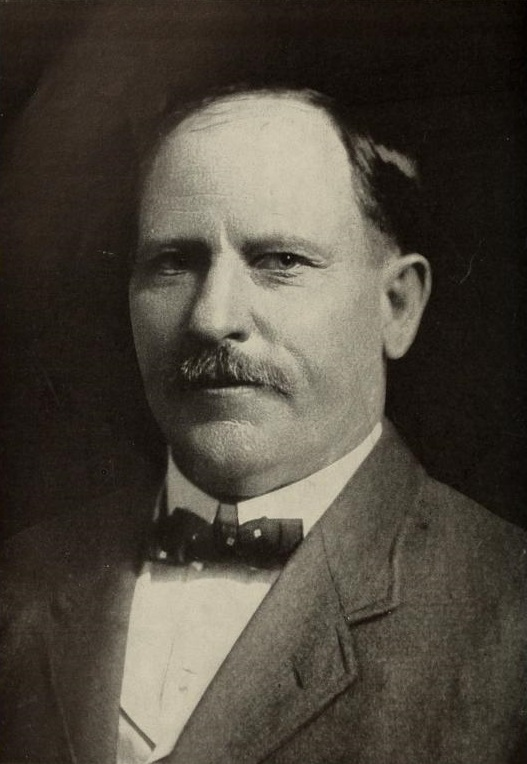
George Washington Donaghey.

George Washington Donaghey, född 1 juli 1856 i Oakland, Louisiana, död 15 december 1937 i Little Rock, Arkansas, var en amerikansk demokratisk politiker. Han var guvernör i delstaten Arkansas 1909-1913.
Donaghey studerade 1882-1883 vid University of Arkansas och gifte sig 20 september 1883 med Louvenia Wallace.
Donaghey besegrade William F. Kirby i demokraternas primärval inför 1908 års guvernörsval trots att Kirby fick starkt stöd av senator Jeff Davis. Donaghey vann sedan mot republikanen Jeff Worthington med 71% av rösterna. Två år senare omvaldes Donaghey med 69% av rösterna. Han hade lovat att inte ställa upp för en tredje mandatperiod men ändrade sig och besegrades 1912 i primärvalet av kongressledamoten Joseph Taylor Robinson.
Donagheys grav finns på begravningsplatsen Roselawn Memorial Park i Little Rock.